# Bouliwel
Boulliwel est une sous-préfecture de la préfecture de Mamou, située au centre-Ouest de la Guinée. Ces districts sont:

## Population
En 2016, la localité comptait 22 332 habitants.